# Antonia Granados
Antonia Granados fue una actriz española del Siglo de Oro Español apodada "la divina Antandra",. Hermosa, inteligente y coqueta según los cronistas de la época, protagonizó una romántica historia de amor en el marco incomparable de la farándula española del siglo XVII.

## Biografía
A pesar de su fama no se han hallado por el momento datos elementales como la fecha y lugares de nacimiento y muerte. Se sabe que era hija del maestro de danza Juan Granados y que fue requerida de amores por un caballero de ilustre familia, Pedro Antonio de Castro, quien rechazado repetidas veces por la actriz la seguiría a todas partes en sus giras por los corrales de comedias españoles. Se casaron finalmente, él lo dejó todo para sentar plaza de comediante con el nombre de Pedro Alcaparrilla (por ser este el nombre del personaje de entremés que diera fama) y tuvieron tres hijos, Matías, Juan y Luciana, falleciendo a consecuencia del parto de esta última.
Cuenta Casiano Pellicer que la pareja sería raíz de una saga de gente del teatro en siglos posteriores, como su nieto Damián de Castro ("célebre Galán de las Tablas"), la sainetista Frasca de Castro, y María Antonia de Castro (actriz que mudó en beata como la famosa María Antonia Vallejo).
Antonia Granados fue contemporánea de otras grandes comediantas como Bárbara Coronel, Micaela Fernández, Francisca Vallejo, Ana Muñoz, Juana de Villalba y María de Navas, María de Córdoba («Amarilis»), María Quiñones, Manuela Escamilla, María Álvarez de Toledo «la Perendenga», Francisca Bezón, entre otras muchas.